# De un mundo a otro
De un mundo a otro es una novela escrita en 1998 por el argentino Adolfo Bioy Casares. Se trata de su última narración publicada en vida. El libro está dedicado a la memoria de H.G. Wells.

## Argumento
Javier Almagro es un periodista en una relación con Margarita, quien se prepara para ser astronauta. Sospecha que ella le puede estar siendo infiel y entre ellos se genera cierta tensión. Mientras tanto, se prepara un vuelo interplanetario del cual Margarita está segura que será el piloto. Cediendo a su insistencia, el director del diario donde Javier trabaja acepta enviarlo como cronista en el vuelo al decimocuarto planeta del sistema solar.
Javier se despide de su padre y se encuentra con un amigo, Castro. Él desaprueba el viaje y afirma que es solamente una excusa de Javier para no separarse de Margarita. El periodista parte hacia Ezeiza, donde se encuentra Margarita, quien resultó elegida como piloto luego de que todos los demás candidatos se excusaran. Juntos como únicos tripulantes despegan en la nave, en la que conviven y se turnan para pilotear.
Al llegar al planeta destino, la nave tiene problemas y ambos deben saltar en paracaídas. El vehículo también activa un paracaídas, pero los dos tripulantes terminan separándose de él. Javier desciende en una ciudad que le recuerda a Palermo, habitada por seres similares a pájaros. Los extraterrestres lo ponen en una cuarentena. Javier logra comunicarse rudimentariamente con una hembra enfermera que lo atiende, le explica su situación y, en determinado momento, le da un extraño beso. El periodista espera impaciente, deseando buscar a Margarita. Al finalizar la cuarentena los pájaros lo llevan a una conferencia científica donde explican su anatomía a un público reunido. Luego, lo dejan en libertad.
Deambulando por la ciudad, Javier intenta robar un pan, por lo que es arrestado. Su compañero de celda es un pájaro pelirrojo llamado Grum, con el que aprende el idioma de la ciudad. Grum resulta ser un preso político, a pesar de lo cual ambos logran salir de la cárcel. Se refugian en la casa del pájaro y Grum empieza a ayudar a Javier a buscar a Margarita. Van juntos, además, a eventos sociales en los que el periodista no logra desenvolverse correctamente. En uno de estos eventos Grum le cuenta a Javier que existe un Centro Nacionalista cuyos integrantes no están contentos con la llegada de los humanos.
En uno de sus paseos, Javier conoce al patrón de un bar que le informa que Margarita está presa en la cumbre de una montaña similar a Pan de Azúcar. El mismo acepta llevarlo y juntos escalan hasta llegar a la cima. Allí Javier es emboscado y puesto en un calabozo, donde se entera de que Margarita logró escapar. Tras algunos días, Grum irrumpe en la cárcel con un grupo armado, somete a los carceleros y rescata a Javier. El periodista continúa su búsqueda de Margarita por la ciudad, pero nota que no es bienvenido en ninguna parte. Javier vuelve a refugiarse en la casa de su anfitrión, que termina siendo rodeada por una multitud de pájaros. Grum le asegura haber conseguido un grupo de ingenieros que se encargará de reparar la nave en caso de necesitarla para huir.
Mientras sucedía todo esto, Margarita había logrado escaparse de la prisión de la montaña gracias a que uno de sus carceleros se había enamorado de ella. Finalmente, la astronauta tuvo que escapar de él también, tras lo cual fue arrestada por la policía. Luego de que el rumor de su prisión injusta se divulgara, la policía termina dejándola ir. Afuera se encuentra con su ex carcelero, quien se la lleva a su casa para mantenerla encerrada. Sin embargo, una hembra celosa que había sido la favorita del mismo llega y la libera por despecho.
Javier continúa su búsqueda de Margarita y, en sus paseos por la ciudad, entra en un cine. Allí se encuentra por casualidad con ella y juntos vuelven a la casa de Grum. En el camino se encuentran con uno de sus discípulos, quien les informa que Grum fue asesinado por su culpa. El pájaro los guía a la astronave y en ella los dos humanos logran volver a la Tierra.